# 南総広域農道
南総広域農道（なんそうこういきのうどう）は、千葉県いすみ市と茂原市を結ぶ農道である。

## 概要
1973年（昭和48年）から1984年（昭和59年）にかけて、広域営農団地農道整備事業南総地区として建設、整備された。
- 起点：千葉県いすみ市苅谷
- 終点：千葉県茂原市千代田
- 開通：1984年（昭和59年）10月25日[2]（部分開通は1981年（昭和56年）12月[2]）

## 通過する自治体
- 千葉県
  - いすみ市 - 長生郡睦沢町 - 長生郡長南町 -茂原市

## 道路施設

### 道の駅
- むつざわスマートウェルネスタウン・道の駅・つどいの郷（長生郡睦沢町森）

### 橋梁
- 新田橋（河川名不明、いすみ市松丸 - いすみ市能実）
- 平堅橋（瑞沢川、長生郡睦沢町上之郷）
- 森長橋（長楽寺川、長生郡睦沢町森）
- 芝原橋（埴生川、長生郡長南町芝原 - 長生郡長南町豊原）
- 新鶴枝橋（鶴枝川、茂原市三ヶ谷 - 茂原市下永吉）
- 明光橋（一宮川、茂原市早野 - 茂原市茂原）

### 隧道
- 境隧道（開削撤去済み）
- 小倉隧道（開削撤去済み）
- 木ノ村隧道（迂回路開削により廃止）
- 永井隧道（迂回路開削により廃止）

## 交差・接続する道路
- 国道465号 - いすみ市苅谷（苅谷踏切交差点、起点）
- 千葉県道153号夷隅太東線 - いすみ市能実（能実交差点）
- 千葉県道150号大多喜一宮線 - 長生郡睦沢町上之郷（上之郷交差点）
- 千葉県道148号南総一宮線 - 長生郡長南町芝原（交差点名標識なし）
- 千葉県道293号茂原環状線 - 茂原市三ヶ谷（三ヶ谷交差点）
- 千葉県道402号長生茂原自転車道線 - 茂原市八千代（交差点名標識なし、明光橋北側）
- 国道128号 - 茂原市千代田町（交差点名標識なし、終点）